# Binance
Binance — сервіс обміну криптовалют.

## Історія
Binance було створено 2017 року, а вже в січні 2018 року, сервіс став найбільшим в світі за обсягами торгів.
Компанію засновано в КНР, але згодом вона перенесла свої сервери та штаб-квартиру до Японії після заборони урядом КНР торгівлі криптовалютами у вересні 2017 року.
До березня 2018 року компанія створила офіси в Тайвані. У березні 2018 року після введення більш жорстких норм в Японії та Китаї Binance заявили про наміри відкрити офіс на Мальті. У квітні 2018 року Binance підписали меморандум про взаєморозуміння з урядом Бермудських островів. За кілька місяців аналогічний меморандум було підписано з Мальтовою фондовою біржею для розробки платформи електронної торгівлі. У 2019 році компанія оголосила про створення Binance Jersey, незалежної від своєї материнської Binance.com, з метою розширити свій європейський вплив. Технічна база нового сервісу розташована в Джерсі і пропонує пари «фіат-криптовалюта», включаючи євро та британський фунт.
У січні 2019 року Binance оголосили, що співпрацює з платіжним сервісом Ізраїлю Simplex, що дозволяє придбання криптовалюти дебетовими та кредитними картками, включаючи Visa та Mastercard. 7 травня 2019 року у Binance виявили, що стали жертвою «масштабного порушення безпеки», в ході якого хакери вкрали 7000 біткойнів на суму близько 40 мільйонів доларів США. Сайт зобов'язався відшкодувати клієнтам втрати через захищений фонд активів.
Binance придбали найбільший в Індії сервіс обміну криптовалют «WazirX» і запустили IEO Matic Network.
У 2021 році торговельний майданчик зіткнувся з наполегливістю світових фінансових регуляторів, які вимагали обов'язкової верифікації акаунтів користувачів для кращого захисту їхніх активів та боротьби з фінансовими злочинами.
4 листопада 2021 року на Binance почав роботу продукт Auto-Invest, автоматичне інвестування у криптовалюту.
У квітні 2022 року підрозділ російської фінансової розвідки зустрівся в Москві з регіональним главою Binance Глібом Костарєвим. Росіяни хотіли, щоб компанія передала дані клієнтів (імена та адреси), щоб допомогти росіянам «боротися зі злочинністю». Агенція Росфін намагалася відстежити перекази на мільйони доларів у біткойнах, зібраних Олексієм Навальним. Навальний, якого Росфінмоніторинг додав до списку терористичних організацій, заявив, що пожертви було використано для розслідування корупції в уряді Путіна. Костарєв заявив, що він «не мав великого вибору» в цьому питанні.
У березні 2023 року Binance в рамках десятого пакета санкцій ЄС проти Росії заборонила росіянам купувати й продавати долари та євро через свій p2p-сервіс.
14 липня 2023 року, згідно повідомлення у Wall Street Journal, Binance звільнила понад 1000 людей протягом останніх тижнів у рамках триваючих заходів, які можуть призвести до втрати понад третини персоналу. Компанію залишили декілька керівників, серед яких і головний директор зі стратегії Патрік Гіллманн. У червні 2023 року, Комісія з цінних паперів і бірж США (SEC) подала до суду на Binance та її генерального директора Чанпена Чжао за нібито використання «мережі обману». Binance заявила, що буде «рішуче захищатися». Масові звільнення в Binance, за словами колишніх співробітників, сильно вплинули на працівників служби підтримки клієнтів. Скорочення є настільки глобальними, що включали навіть близько 30 співробітників служби підтримки клієнтів в Індії. Згідно повідомлення агентства Reuters, Binance скоротила кількість робочих місць лише через кілька днів після хвилі звільнень керівників. Зазначається, що звільнення відбуваються в той час, коли майбутнє галузі на ринку США невизначене, а регулятори агресивно припиняють те, що вони вважають незаконною діяльністю.
28 серпня 2023 року, як повідомило видання The Wall Street Journal, Binance почала переоцінку свого російського бізнесу, включаючи можливість повного виходу з колись важливого ринку. «Розглядаються всі варіанти, включаючи повний вихід», — заявив представник компанії в інтерв'ю газеті. Таким чином, Binance вирішила ще більше обмежити свій російський сервіс P2P-торгівлі, повідомивши користувачам в Росії, що вони не можуть обмінювати цифрові токени на іншу валюту, окрім рублів, як показало повідомлення, з яким ознайомилася WSJ. З 29 серпня 2023 року, слідом за Binance, другий у світі за обсягом торгів сервіс обміну криптовалют OKX також заборонив угоди з російським рублем.
10 листопада 2023 року Binance попередила учасників спільноти про припинення з 15 листопада 2023 року підтримки фіатних депозитів у рублях (RUB). У зв'язку з цим громадянам РФ надали час до 31 січня 2024 року, 00:00 (UTC), щоб вони мали змогу вивести свої кошти через фіатних партнерів компанії або обміняти їх на криптовалюту через внутрішні інструменти. Рішення піти з РФ було ухвалено Binance у вересні поточного року на тлі міжнародного тиску у зв'язку з російським вторгненням в Україну.
У квітні 2024 року з'явилась інформація про видалення криптовалютного гаманця Trust Wallet з Google Play. Trust Wallet є офіційним додатком Binance та був придбаний платформою ще у 2018 році. «Google тимчасово видалив наш додаток із Play Store. Google повідомив нас про можливе видалення і кілька тижнів тому ми подали апеляцію. Однак, чекаючи відповіді від Google на нашу апеляцію, платформа все одно видалила наш застосунок», — повідомили журналістам представники Trust Wallet.

## Ліцензування
Binance діє як сукупність національних компаній, кожна з яких діє лише на обмеженій території і несе відокремлену відповідальність. Для окремих компаній у різних країнах діють різні юридичні норми, отримуються різні ліцензії. У більшості випадків вони передбачають надання послуг зі зберігання, торгівлі та обміну цифровими активами. При цьому станом на грудень 2022 року у жодній з країн Binance не має ліцензії на біржову діяльність.
21 лютого 2020 року, Управління фінансових послуг Мальти (MFSA) опублікувало публічну заяву, у якій спростувало повідомлення ЗМІ, нібито Binance є «криптовалютна компанія, що базується на Мальті». У заяві вказувалось, що Binance не має дозволу від MFSA працювати у сфері криптовалют.

## Binance Card
Binance Card була представлена у квітні 2020 року. Компанія позиціонувала рішення як простий «шлюз» між фіатом та криптовалютами. Згідно з прес-релізом, користувачеві достатньо було через додаток депонувати на карту токени, попередньо додавши обліковий запис на платформі.
Спочатку були доступні лише віртуальні карти, але пізніше з'явилися й фізичні. Партнером ініціативи виступила платіжна система Visa.
Наприкінці серпня 2023 року Binance заявила, що призупинить підтримку карток у країнах Латинської Америки та на Близькому Сході. Пізніше наприкінці жовтня Binance також повідомила, що доступ до карток втратять резиденти країн Європейської економічної зони.

## Діяльність в Україні
6 листопада 2019 року, віце-прем'єр-міністр України, міністр цифрової трансформації України Михайло Федоров повідомив, що на основі меморандуму до кінця року Binance мала запрацювати в Україні. Також про перемовини з Binance повідомив секретар Національної інвестиційної ради України, голова фракції «Слуга народу» Давид Арахамія. 7 листопада 2019 року у Binance оголосили про відкриття гривневого шлюзу через Advcash. На початку 2020 року Binance відкрили рахунок в українському банку. 20 липня 2020 року, Binance оповістили, що додали шлюз для української гривні.
На початку березня 2024 року з'явилися повідомлення про блокування та видалення облікових записів українських користувачів на платформі Binance. Представники компанії заявили, що вони не застосовують спеціальних заходів щодо клієнтів з України. Проте українські користувачі продовжують стикатися з обмеженнями після спроб вивести кошти. Binance аргументує це порушеннями угоди користувачами, але конкретні причини блокувань не називає. На тлі цих подій, Binance також припинила обслуговування своїх дебетових карток у країнах Європейської економічної зони (ЄЕЗ), що вплинуло й на українських користувачів.

## Верифікація
- Верифікація на Binance обов'язкова, без її проходження функції депозиту та виводу активів недоступні.
- Стандарт — заповнення стандартної форми достовірними особистими даними, прикріплення сканів документів і селфі користувача. Крім того, для завершення реєстрації потрібно завантажити додаток Binance і виконати ряд простих рухів на камеру (поворот голови, відкрити рот і т.д). Дозволяє виводити до 100 біткойнів на добу.
- Профі — потрібно пройти співбесіду із співробітником Binance. Дозволяє необмежений вивід.

## Розслідування
У березні 2023 року, Комісія з торгівлі товарними ф'ючерсами США (CFTC) подала до суду на Binance та її Генерального директора Чанпена Чжао за умисне ухилення від законодавства США.
У травні 2023 року, Міністерство юстиції США розслідувало можливу причетність Binance до допомоги росіянам в обході санкцій США, зокрема допомагаючи переказувати громадянам РФ гроші.
21 листопада 2023 року Binance та її засновника Чанпена Чжао визнали винними за низкою обвинувачень, які були висунуті американськими регуляторами. В свою чергу компанія Binance Holdings Limited визнала себе винною та погодилася виплатити $4,3 млрд для завершення розслідування Міністерством юстиції проти Binance. Згідно з заявою влади США, компанія сплатить один з найбільших корпоративних штрафів в історії Сполучених Штатів. Чанпен Чжао покинув пост голови компанії та сплатить окремий штраф. Він визнав себе винним у нездатності впровадити на платформі ефективну програму боротьби з відмиванням грошей.
У березні 2024 року влада Нігерії подала скаргу про ухилення від сплати податків проти двох керівників Binance, їх звинувачують у сприянні спекуляціям нігерійською валютою найра.